# Elymiotis phaleroides
Elymiotis phaleroides är en fjärilsart som beskrevs av Walker 1865. Elymiotis phaleroides ingår i släktet Elymiotis och familjen tandspinnare. Inga underarter finns listade i Catalogue of Life.